# Milan Kučan
Milan Kučan (* 14. leden 1941 Križevci) je slovinský právník a politik zastávající v minulosti úřad prezidenta Republiky Slovinsko.

## Životopis
Kučan se narodil ve vesnici Križevci nedaleko jugoslávsko-maďarské hranice. Vyrůstal v učitelské rodině, o otce přišel za druhé světové války, když ho jako partyzána popravili nacisté. Základní a střední vzdělání získal v Murské Sobotě, v roce 1964 absolvoval práva na lublaňské univerzitě. Ihned po skončení studia začal působit v Socialistickém svazu mládeže Slovinska, jehož předsedou byl v letech 1968 až 1969. Následovalo působení na sekretariátu Socialistického svazu pracujícího lidu, kde byl předsedou v letech 1973 až 1978, působení ve funkci předsedy parlamentu (1978 - 1982) a odchod do Bělehradu, kde v letech 1982 až 1986 vykonával funkci slovinského zástupce v předsednictvu Ústředního výboru Svazu komunistů Jugoslávie (CK SKJ). Jako představitel nové generace stranických funkcionářů se pak – společně se Slobodanem Miloševićem – dostal do popředí především v souvislosti se 13. kongresem SKJ v červnu 1985.
V průběhu roku 1986 se liberálům uvnitř slovinských komunistů podařilo obsadit významné stranické funkce. Z funkce byl donucen odstoupit také představitel tvrdé linie – předseda Svazu komunistů Slovinska (ZKS) France Popit. Kučan si postupně začal uvědomovat nutnost reformy strany, státu a federace. Na 20. zasedání ústředního výboru SKJ koncem ledna 1989 došlo k otevřenému střetu mezi Kučanem a Miloševićem, v němž se ukázalo, že Slovinci jsou ve své snaze o dosažení politického pluralismu v republikách osamoceni. V polovině prosince 1989 pak chtěli srbští nacionalisté uspořádat v Lublani demonstraci s odůvodněním, že chtějí vysvětlit slovinské veřejnosti podstatu krize v Kosovu – ve skutečnosti však měly být pouze připraveny podmínky pro odstranění slovinských liberálních komunistů kolem Kučana. Kučan opustil komunistickou stranu v prosinci 1989, aby v následujících volbách do republikového Předsednictva byl bezpartijním kandidátem. Ve funkci předsedy ZKS ho nahradil Ciril Ribičič. Ještě v lednu 1990 však Kučan předložil na 14. kongresu SKJ za slovinské komunisty návrh na konfederalizaci SKJ.
V dubnu 1990 se ve Slovinsku konaly první demokratické parlamentní volby po druhé světové válce a spolu s nimi i volby pětičlenného republikového Předsednictva. Předseda Předsednictva měl být zvolen absolutní většinou, přičemž do případného druhého kola postupovali dva nejúspěšnější kandidáti z prvního kola. Kučan zvítězil ve druhém kole nad Jože Pučnikem, kandidátem DEMOSu.
Vzhledem k vývoji situace v průběhu roku 1990 připravilo vojenské velení Jugoslávské lidové armády (JNA) plán zatčení Kučana, Tuđmana a dalších představitelů obou republik. K otevřenému střetu nedošlo, ale bylo zřejmé, že armáda bude vystupovat jako strážce jugoslávské jednotnosti; jednotnost se však také projevila v základních otázkách i u slovinské politické elity.
Kučan patřil spolu s ministrem zahraničí Rupelem, premiérem Peterlem a předsedou parlamentu Bučarem k odpůrcům vypsání referenda o samostatnosti Slovinska. DEMOSu se však návrh podařilo v parlamentu prosadit a proběhlé referendum vyjádřilo vůli Slovinců opustit federaci. Navzdory původnímu nesouhlasu se všichni představitelé Slovinska cítili výsledky referenda vázáni a došlo k přípravám osamostatnění. Hrozbu oddělení Slovinska si uvědomovala také JNA, která zahájila odzbrojování složek slovinské policie a teritoriální obrany. Kučan společně s ministrem obrany Janšou však již v minulosti provedli kroky, kterými bylo přibližně třicet procent vojenského materiálu slovinské Teritoriální obrany uchráněno před vydáním Jugoslávské lidové armádě.
Kučan pak – spolu s dalšími – zastupoval Slovinsko při uzavření Brionské dohody. V říjnu 1991 pak za Slovinsko oznámil vůli všech tří komor slovinského parlamentu opustit SFRJ.
Slovinská ústava pak v prosinci 1991 zavedla na místo předsedy Předsednictva funkci prezidenta, kterým se ve volbách v roce 1992 a 1997 stal v vždy prvním kole právě Milan Kučan. Obava z Kučanova vítězství v přímých volbách má však svůj přímý důsledek ve slovinské ústavě, kde jsou pravomoci prezidenta vymezené velmi úzce. Kučan se jako prezident zasazoval o vstup Slovinska do Evropské unie a Severoatlantické aliance. V roce 2002 ho ve funkci prezidenta vystřídal Janez Drnovšek.
Dnes je Kučan mimo jiné člen Madridského klubu, předseda Fóra 21, člen Balkánského politického klubu nebo Mírového institutu Šimona Perese.
Kučan je ženatý, má dvě dcery a jednoho vnuka.

## Vyznamenání
- Řád kříže země Panny Marie I. třídy, Estonsko, 16. května 1997[17]
- velkokříž s řetězem Řádu prince Jindřicha, Portugalsko, 29. března 2000[18]
- Řád bílého dvojkříže I. třídy, Slovensko, 2001[19]
- rytíř Řádu slona, Dánsko, 10. října 2001[20]
- rytíř velkokříže Velkého řádu krále Tomislava, Chorvatsko, 5. prosince 2001[21]
- velkokříž s řetězem Řádu tří hvězd, Lotyšsko, 2002[22]
- Řád bílé orlice, Polsko, 2002[23]
- rytíř velkokříže s řetězem Řádu Isabely Katolické, Španělsko, 1. července 2002[24]